# Chasser le dragon
Pour les articles homonymes, voir Dragon.

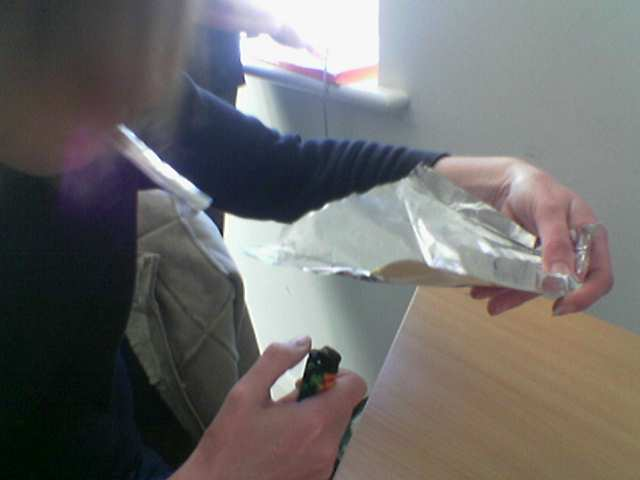
Personne « chassant le dragon ».

Chasser le dragon est une pratique consistant à déposer de l'héroïne ou une autre drogue en poudre ou pâteuse sur une feuille d'aluminium et à la chauffer avec une flamme. On inhale ensuite les vapeurs à l'aide d'un tube résistant à la chaleur, comme du papier d'aluminium roulé.

## Nom
La « chasse » est la poursuite de la goutte de drogue en ébullition sur la feuille d'aluminium qui a tendance à monter avec la chaleur. Le mouvement permet d'éviter que le liquide ne surchauffe et ne brûle trop rapidement.
L'expression est originaire du chinois où elle est la même (chinois simplifié : 追龙 ; chinois traditionnel : 追龍 ; pinyin : zhuī lóng ; cantonais Jyutping : zeoi1 lung4 ; litt. « suivre le dragon »). L'anglais reprend également les mêmes termes : chasing the dragon.

## Histoire
La pratique consistant à fumer de l'héroïne de mauvaise qualité en la chauffant sur du papier d'aluminium apparaît à Hong Kong à la fin des années 1950. Elle se répand ensuite dans d'autres régions d'Asie du Sud-Est dans les années 1960, en Europe occidentale à la fin des années 1970, et dans le sous-continent indien dans les années 1980.
Un rapport publié en 1958 par le gouvernement d'Hong Kong indique que comme les seringues sont difficiles à obtenir dans la colonie, les toxicomanes locaux achètent dans la rue de l'héroïne brute (souvent mélangée à des barbituriques en poudre) pour la fumer. Ils la vaporisent en la chauffant sur une feuille d'aluminium et inhalent la fumée qui s'en dégage à l'aide d'un tube en carton.
L'utilisation de matériaux courants pour la consommation de drogues permet aux toxicomanes de se débarrasser rapidement des preuves s'ils détectent la présence de la police à proximité. Elle leur évite également de transporter sur eux des objets compromettants tels que des pipes ou des seringues.